# Cristian Săpunaru
Ionuț Cristian Săpunaru (n. 5 aprilie 1984, București, România) este un fotbalist român retras din activitate, care a jucat pe post de fundaș la echipe ca Rapid, FC Național și Porto. Pe plan internațional, are prezențe la națională pentru România Sub-21 și România. În cariera sa a mai jucat pentru Astra Giurgiu, Pandurii Târgu Jiu, Real Zaragoza și FC Porto, echipă la care a ajuns în 2008 de la Rapid București. A debutat în Divizia A la data de 1 decembrie 2002 în meciul FC Național – Gloria Bistrița 0-0.
Săpunaru s-a transferat în vara anului 2017 de la FC Astra Giurgiu la Kayserispor pentru suma de 300.000 de euro.
S-a retras de la echipa națională în septembrie 2019.

## Cariera

### Inceputuri / Porto
Săpunaru s-a născut în București și este un produs al Național București , aderând la sistemul său de tineret la vârsta de doar șase ani. A semnat cu Rapid București în iulie 2006, iar doi ani mai târziu a fost vândut cu 2,5 milioane de euro lui Porto , în locul lui José Bosingwa , de la Chelsea . Săpunaru a fost de acord cu un contract pe cinci ani  , clubul Primeira Liga deținând 50% din drepturile economice ale jucătorului, în timp ce surse românești au indicat că prețul a fost de fapt 6 milioane de euro plus doi jucători. 
În timpul campaniei sale de debut , Săpunaru a fost fundașul drept prima alegere, deoarece nordii au obținut o dublă și au marcat primul său gol într-o înfrângere cu 1–2 în deplasare împotriva Nacionalului pentru Taça da Liga .  La începutul lunii februarie 2010, a fost suspendat în Portugalia – în calitate de coechipier Hulk – în urma incidentelor din timpul unei înfrângeri de ligă cu 0–1 la Benfica , așa că sa întors în țara sa pentru un împrumut de cinci luni cu fosta echipă Rapid;  nu a reușit să fie jucat regulat la Porto în acea perioadă, dar, după revenirea sa pentru sezonul 2010-2011, a devenit o unitate foarte importantă pentru prima echipă, deoarece au câștigat trei titluri majore, apărând în 40 de jocuri oficiale în acest proces.
La 17 februarie 2014, Săpunaru a fost condamnat să plătească o amendă de 90.000 EUR pentru participarea sa la atacul a doi steward la Estádio da Luz pe 20 decembrie 2009. 

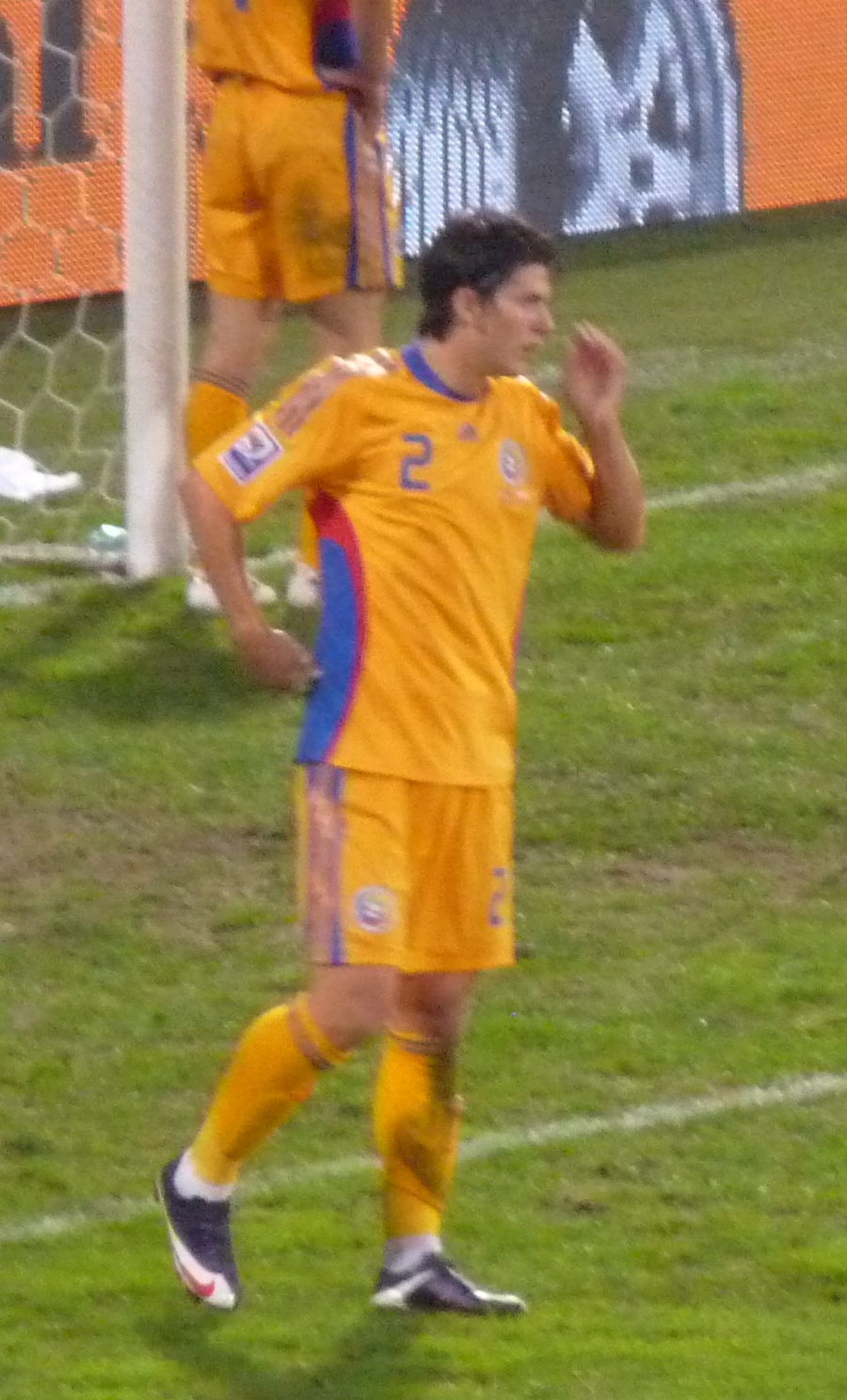
Sapunaru in tricoul nationalei

### Spania
La 31 august 2012, Săpunaru a semnat un contract pe un an cu clubul Real Zaragoza din La Liga .  Și-a făcut debutul oficial pe 16 septembrie, jucând toate cele 90 de minute într-o înfrângere cu 0–2 la Real Sociedad . 
În primul său sezon în Aragon , Săpunaru a început, dar a suferit și retrogradarea echipei. Și-a trecut numele și în cărțile de istorie ale competiției, după ce a doborât recordul cu cele mai multe avertismente într-o singură campanie (19 cartonașe galbene și unul roșu ). 
După ce a ezitat inițial din cauza solicitărilor partenerului său,  Săpunaru a semnat un contract de un an la echipa colega din ligă, Elche , pe 25 iulie 2013.  A însumat doar nouă apariții în singura sa campanie și a fost, de asemenea, exclus de două ori. în timp ce singurul său gol a deschis o înfrângere cu 1–2 la Levante , vecinii Comunității Valenciane , pe 13 decembrie. 
Elche nu a putut susține cererile de salariu de 1 milion de euro ale lui Săpunaru  și l-a eliberat pe 21 august 2014.  În octombrie 2015, a dus clubul în judecată pentru salariile rămase în contract. 

### Cariera ulterioară
După patru luni înapoi la Rapid, Săpunaru a semnat un contract de sezon la Pandurii Târgu Jiu pe 6 septembrie 2015, inclusiv o clauză pe care ar putea să o părăsească instantaneu dacă un club străin l-ar dori.  În 21 iulie următoare, el a pus pix pe hârtie un contract de doi ani cu colega Astra Giurgiu din ligă . 
La 1 iulie 2017, a fost anunțat că Săpunaru a semnat un contract de doi ani cu echipa turcă din Süper Lig Kayserispor .  La expirarea acesteia, s-a alăturat Denizlispor în aceeași competiție,  înainte de a reveni la angajatorul său anterior în ianuarie 2020 pentru restul sezonului. În august, a semnat un nou contract pe un an. 
Săpunaru a semnat pentru a patra oară la Rapid pe 4 iulie 2021, alăturându-se pe doi ani la vârsta de 37 de ani. 

### Cariera internațională
Săpunaru a debutat la naționala României pe 31 mai 2008 împotriva Muntenegrului și a fost selectat la echipa națională la UEFA Euro 2008 , deși nu a jucat în fazele finale. Din iunie 2011 până în noiembrie 2015, nu a mai apărut la niciun meci pentru țara sa din cauza unui conflict cu managerul Victor Pițurcă . Pe 17 mai 2016, Săpunaru a fost ales de antrenorul Anghel Iordănescu pentru echipa sa de la Euro 2016 .  A început ca fundaș drept în faza grupelor, o înfrângere cu 1–2 împotriva gazdelor Franței .  În septembrie 2019, după ce a strâns 36 de selecții pe parcursul a unsprezece ani, Săpunaru, în vârstă de 35 de ani, și-a anunțat retragerea din echipa națională 

## Statistici de carieră
De la meciul jucat pe 13 martie 2022
| Club                | Sezon         | Ligă      | Ligă   | Cupa Nationala | Cupa Nationala | Continental | Continental | Total     | Total  |
| Club                | Sezon         | Aplicații | Goluri | Aplicații      | Goluri         | Aplicații   | Goluri      | Aplicații | Goluri |
| ------------------- | ------------- | --------- | ------ | -------------- | -------------- | ----------- | ----------- | --------- | ------ |
| Progresul București |               |           |        |                |                |             |             |           |        |
| 2002–03             | 4             | 0         | 0      | 0              | 0              | 0           | 4           | 0         |        |
| 2003–04             | 1             | 0         | 2      | 0              | 0              | 0           | 3           | 0         |        |
| 2004–05             | 6             | 0         | 2      | 0              | 0              | 0           | 8           | 0         |        |
| 2005–06             | 23            | 3         | 5      | 0              | 0              | 0           | 28          | 3         |        |
| Total               | 34            | 3         | 9      | 0              | 0              | 0           | 43          | 3         |        |
| Callatis Mangalia   |               |           |        |                |                |             |             |           |        |
| 2003–04             | 10            | 0         | 0      | 0              | 0              | 0           | 10          | 0         |        |
| Total               | 10            | 0         | 0      | 0              | 0              | 0           | 10          | 0         |        |
| Rapid București     |               |           |        |                |                |             |             |           |        |
| 2006–07             | 19            | 1         | 3      | 0              | 6              | 0           | 28          | 1         |        |
| 2007–08             | 32            | 2         | 2      | 0              | 2              | 0           | 36          | 2         |        |
| 2009–10             | 10            | 3         | 0      | 0              | 0              | 0           | 10          | 3         |        |
| 2014–15             | 13            | 4         | 0      | 0              | 0              | 0           | 13          | 4         |        |
| 2021–22             | 29            | 1         | 1      | 0              | 0              | 0           | 30          | 1         |        |
| Total               | 103           | 11        | 6      | 0              | 8              | 0           | 117         | 11        |        |
| Porto               |               |           |        |                |                |             |             |           |        |
| 2008–09             | 17            | 0         | 7      | 1              | 8              | 0           | 32          | 1         |        |
| 2009–10             | 5             | 0         | 0      | 0              | 4              | 0           | 9           | 0         |        |
| 2010–11             | 19            | 0         | 9      | 0              | 13             | 0           | 41          | 0         |        |
| 2011–12             | 15            | 2         | 2      | 0              | 3              | 0           | 20          | 2         |        |
| Total               | 56            | 2         | 18     | 1              | 28             | 0           | 102         | 3         |        |
| Zaragoza            |               |           |        |                |                |             |             |           |        |
| 2012–13             | 29            | 2         | 6      | 0              | 0              | 0           | 35          | 2         |        |
| Total               | 29            | 2         | 6      | 0              | 0              | 0           | 35          | 2         |        |
| Elche               |               |           |        |                |                |             |             |           |        |
| 2013–14             | 8             | 1         | 1      | 0              | 0              | 0           | 9           | 1         |        |
| Total               | 8             | 1         | 1      | 0              | 0              | 0           | 9           | 1         |        |
| Pandurii Târgu Jiu  |               |           |        |                |                |             |             |           |        |
| 2015–16             | 22            | 5         | 2      | 1              | 0              | 0           | 22          | 6         |        |
| Total               | 22            | 5         | 2      | 1              | 0              | 0           | 24          | 6         |        |
| Astra Giurgiu       |               |           |        |                |                |             |             |           |        |
| 2016–17             | 32            | 8         | 5      | 1              | 12             | 1           | 49          | 10        |        |
| Total               | 32            | 8         | 5      | 1              | 12             | 1           | 49          | 10        |        |
| Kayserispor         |               |           |        |                |                |             |             |           |        |
| 2017–18             | 28            | 0         | 5      | 0              | 0              | 0           | 33          | 0         |        |
| 2018–19             | 31            | 2         | 3      | 1              | 0              | 0           | 34          | 3         |        |
| 2019–20             | 13            | 1         | 0      | 0              | 0              | 0           | 13          | 1         |        |
| 2020–21             | 25            | 0         | 0      | 0              | 0              | 0           | 25          | 0         |        |
| Total               | 97            | 3         | 8      | 1              | 0              | 0           | 105         | 4         |        |
| Denizlispor         |               |           |        |                |                |             |             |           |        |
| 2019–20             | 14            | 0         | 1      | 0              | 0              | 0           | 15          | 0         |        |
| Total               | 14            | 0         | 1      | 0              | 0              | 0           | 15          | 0         |        |
| Total cariera       | Total cariera | 405       | 35     | 56             | 4              | 48          | 1           | 509       | 40     |

## Titluri
- Rapid București:
  - Cupa României: 2006–07
  - Supercupa României: 2007
- Porto:
  - Liga Portugheză: 2008–09, 2010-11
  - Cupa Portugaliei: 2008–09, 2009–10, 2010-11
  - Supercupa Portugaliei: 2009, 2010, 2011
  - Cupa Ligii Portugaliei: Locul secund (2009–10)
  - Europa League: 2010-2011

Interviuri
- Cristian Săpunaru, fundaș FC Porto: „Pentru Neșu și familia mea“, 19 mai 2011, Cezar Uricec, Adevărul